# Prerogativa reale nel Regno Unito
La Prerogativa reale nel Regno unito è un corpo di autorità, privilegio e immunità consuetudinario attribuito al monarca britannico (o "sovrano"), riconosciuto nel Regno Unito. Il monarca è considerato internamente come l'autorità assoluta, o "prerogativa esclusiva", e la fonte di molti dei poteri esecutivi del governo britannico.
I poteri prerogativi erano precedentemente esercitati dal monarca che agiva di propria iniziativa. Dal XIX secolo, per convenzione, per l'esercizio della prerogativa è richiesto il parere del primo ministro o del gabinetto, che poi risponde della decisione al Parlamento. Il monarca rimane costituzionalmente autorizzato ad esercitare la prerogativa reale contro il parere del primo ministro o del gabinetto, ma in pratica lo farebbe solo in caso di emergenza o laddove il precedente esistente non si applica adeguatamente alle circostanze in questione.
Oggi la prerogativa reale è disponibile nella condotta del governo del Regno Unito, compresi gli affari esteri, la difesa e la sicurezza nazionale. Il monarca ha un peso costituzionale significativo in queste e altre questioni, ma ha una libertà di azione limitata, perché l'esercizio della prerogativa è nelle mani del primo ministro e di altri ministri o altri funzionari di governo.

## Definizione
La prerogativa reale è stata definita "un concetto notoriamente difficile da definire adeguatamente", ma l'esistenza di un particolare tipo di potere prerogativo è una questione di diritto comune che deve essere decisa dai tribunali come arbitro finale. Un eminente teorico costituzionale, Albert Venn Dicey, propose nel diciannovesimo secolo che:
La prerogativa sembra essere storicamente e di fatto nient'altro che il residuo di un'autorità discrezionale o arbitraria che in un dato momento è legalmente lasciata nelle mani della corona. La prerogativa è il nome della restante parte dell'autorità originaria della Corona... Ogni atto che il governo esecutivo può legittimamente compiere senza l'autorità di un atto del Parlamento è fatto in virtù della prerogativa.
Mentre molti commentatori seguono il punto di vista di Dicey, ci sono avvocati costituzionali che preferiscono la definizione data da William Blackstone nel 1760:
Con la parola prerogativa intendiamo di solito quella preminenza speciale che ha il Re, su tutte le altre persone, e fuori dall'ordinario corso del diritto comune, in ragione della sua dignità regale... non può essere applicata che a quei diritti e capacità di cui il re gode da solo, in contraddizione con gli altri, e non con quelli di cui gode in comune con alcuno dei suoi sudditi.
L'opinione di Dicey che qualsiasi azione di governo da parte del monarca oltre lo statuto sia soggetta alla prerogativa diverge da quella di Blackstone che la prerogativa copre semplicemente quelle azioni che nessun'altra persona o organismo nel Regno Unito può intraprendere, come la dichiarazione di guerra. La giurisprudenza esiste a sostegno di entrambi i punti di vista. La nozione di Blackstone della prerogativa dei poteri di natura esclusiva fu favorita da Lord Parmoor nel caso De Keyser's Royal Hotel del 1920, ma alcune difficoltà furono espresse da Lord Reid nel caso Burmah Oil del 1965. Una chiara distinzione non è stata necessaria nei casi rilevanti e i tribunali potrebbero non aver mai bisogno di risolvere la questione poiché pochi casi si occupano direttamente della prerogativa stessa.

## Storia
Sir Edward Coke, il quale riteneva che la prerogativa non consentisse al monarca di sedere come giudice
La prerogativa reale è nata come potere personale del monarca. Dal XIII secolo in Inghilterra, come in Francia, il monarca fu onnipotente, ma questo potere assoluto fu frenato dalla "recrudescenza delle turbolenze feudali nei secoli XIV e XV". Un primo tentativo di definire la prerogativa reale fu affermato dai giudici di Riccardo II nel 1387.
Durante il XVI secolo, questa "turbolenza" iniziò a recedere e il monarca divenne veramente indipendente. Sotto Enrico VIII e i suoi successori, il re era il capo della chiesa protestante inglese, e quindi non rispondeva al clero. L'ascesa del Parlamento in questo periodo, tuttavia, fu problematica. Mentre il monarca era "il partner predominante nella costituzione inglese", i tribunali hanno smesso di dichiararlo onnipotente, riconoscendo il ruolo svolto dal Parlamento. Nel caso di Ferrer, Henry lo riconobbe, notando che era molto più potente con il consenso del Parlamento che senza. Da nessuna parte questo è stato più evidente che in materia di tassazione: Sir Thomas Smith e altri scrittori del periodo hanno sottolineato che il monarca non poteva imporre tasse senza il consenso del Parlamento.
Allo stesso tempo, Henry e i suoi discendenti seguivano normalmente la volontà dei tribunali, nonostante non fossero teoricamente vincolati dai giudici. William Holdsworth deduce che chiedendo regolarmente agli ufficiali legali della corona e della magistratura consulenza e consenso legali, Henry ha riconosciuto la necessità di un governo stabile per seguire la legge. Sostiene inoltre che l'opinione secondo cui la legge è suprema su tutto "era l'opinione di tutti i principali avvocati, statisti e pubblicisti del periodo Tudor". Era accettato che mentre il re aveva "discrezione illimitata", era limitato nelle aree in cui i tribunali avevano imposto condizioni all'uso della prerogativa, o dove aveva scelto di farlo.
La prima intaccatura di questa stabilità avvenne nel 1607, con il Caso dei Divieti. Giacomo VI e io sostenevamo che, in quanto monarca, aveva il diritto divino di sedere come giudice e interpretare la common law come meglio credeva. Guidata da Sir Edward Coke, la magistratura ha respinto questa idea, affermando che mentre il monarca non era soggetto a nessun individuo, era soggetto alla legge. Finché non avesse acquisito una conoscenza sufficiente della legge, non aveva il diritto di interpretarla; Coke ha sottolineato che tale conoscenza "richiede la padronanza di una ragione artificiale... che richiede lunghi studi ed esperienza, prima che un uomo possa arrivare a conoscerla". Allo stesso modo, nel caso dei proclami del 1611, Coke sostenne che il monarca poteva solo esercitare quelle prerogative che già aveva, e non crearne di nuove.
Con la Gloriosa Rivoluzione, il re Giacomo VII e II fu sostituito dalla regina Maria II e da suo marito il re Guglielmo III. Allo stesso tempo fu redatto il Bill of Rights 1689, che consolidò la sottomissione del monarca al Parlamento. Ha specificamente limitato la prerogativa reale, con l'articolo 1 che afferma che "il potere di sospendere le leggi o l'esecuzione delle leggi da parte dell'autorità regia senza il consenso del Parlamento è illegale", e l'articolo 4 che conferma che "la riscossione di denaro per o per l'uso del La corona per pretesa di prerogativa, senza concessione del Parlamento, per un tempo più lungo, o in altro modo rispetto alla stessa è o sarà concessa, è illegale". Il disegno di legge ha anche confermato che il Parlamento aveva il diritto di limitare l'uso delle prerogative rimanenti, come evidenziato dal Triennial Act 1694, che richiedeva al monarca di licenziare e chiamare il Parlamento in determinati momenti.

## Poteri prerogativa

### Legislatura
Guglielmo IV, l'ultimo monarca a sciogliere arbitrariamente il Parlamento usando la prerogativa reale
Una delle prerogative storiche del monarca era lo scioglimento del Parlamento, che era "forse la più importante prerogativa residua esercitata personalmente dal sovrano, e rappresenta il maggior potenziale di controversia". Tale prerogativa veniva normalmente esercitata su richiesta del Parlamento e del presidente del Consiglio, a sua discrezione o a seguito di una mozione di sfiducia. I teorici costituzionali hanno avuto opinioni divergenti sulla possibilità o meno di uno scioglimento unilaterale del Parlamento oggi; Sir Ivor Jennings ha scritto che uno scioglimento comporta "l'acquiescenza dei ministri", e come tale il monarca non poteva sciogliere il Parlamento senza il consenso ministeriale; "se i ministri si rifiutano di dare tali consigli, lei non può far altro che licenziarli". AV Dicey, tuttavia, riteneva che in determinate circostanze estreme il monarca potesse sciogliere il Parlamento da solo, a condizione che "si sia verificata un'occasione in cui vi siano buone ragioni per supporre che l'opinione della Camera non sia l'opinione degli elettori... Uno scioglimento è ammissibile, o necessario, ogni volta che i desideri del legislatore sono, o si può ragionevolmente presumere che siano, diversi dai desideri della nazione".
Il monarca poteva forzare lo scioglimento del Parlamento per rifiuto dell'assenso reale; questo porterebbe molto probabilmente alle dimissioni del governo. Per convenzione, il monarca acconsente sempre alle cambiali; l'ultima volta che l'assenso reale non è stato dato è stato nel 1708 durante il regno della regina Anna quando, su consiglio ministeriale, ha negato l'assenso reale allo Scottish Militia Bill. Ciò non significa che il diritto di rifiutare, anche contrariamente alla volontà del Presidente del Consiglio, sia morto: la minaccia del Veto Reale da parte di Giorgio III e Giorgio IV rese impossibile l'emancipazione cattolica tra il 1800 e il 1829, mentre Giorgio V era stato privatamente avvisato (dal suo stesso avvocato, non dal Primo Ministro) che poteva porre il veto al Third Irish Home Rule Bill; Jennings scrive che "è stato assunto dal re in tutto che avesse non solo il potere legale, ma il diritto costituzionale di rifiutare l'assenso". La prerogativa reale di sciogliere il Parlamento è stata abrogata dall'articolo 3, paragrafo 2, della legge sui parlamenti a tempo determinato del 2011. L'articolo 6, paragrafo 1, della legge, tuttavia, afferma specificamente che il potere del monarca di prorogare il Parlamento non è influenzato dalla legge. Tuttavia, la sentenza del 2019 della Corte Suprema Miller II ha stabilito che la prerogativa della proroga non è assoluta.
Anche la nomina del primo ministro è, in teoria, disciplinata dalla prerogativa reale. Tecnicamente il monarca può nominare primo ministro chiunque voglia nominare, ma in pratica l'incaricato è sempre la persona che si trova nella posizione migliore per comandare la maggioranza alla Camera dei Comuni. Di solito, questo è il leader del partito politico che viene restituito al Parlamento con la maggioranza dei seggi dopo un'elezione generale. Potrebbero sorgere difficoltà con un cosiddetto parlamento sospeso, in cui nessun partito ha il sostegno della maggioranza, come è avvenuto l'ultima volta nel 2017. In questa situazione, la convenzione costituzionale è che il precedente in carica ha il primo diritto di formare un governo di coalizione e cercare una nomina. Se il primo ministro decide di ritirarsi nel bel mezzo di una sessione parlamentare, allora a meno che non ci sia un chiaro "primo ministro in attesa" (ad esempio Neville Chamberlain nel 1937 o Anthony Eden nel 1955) il monarca in linea di principio deve scegliere un successore (dopo aver ricevuto i consigli appropriati, non necessariamente dal primo ministro uscente), ma l'ultimo monarca ad essere attivamente coinvolto in tale processo fu Giorgio V, che nominò Stanley Baldwin piuttosto che Lord Curzon nel 1923. In tempi più moderni, il monarca lasciò spettava ai politici coinvolti scegliere un successore attraverso consultazioni private (Winston Churchill nel maggio 1940, Harold Macmillan nel gennaio 1957, Alec Douglas-Home nell'ottobre 1963). Al giorno d'oggi, il monarca non ha discrezionalità, poiché il partito di governo eleggerà un nuovo leader che sarà nominato quasi automaticamente poiché avrà il sostegno della maggioranza dei Comuni (più recentemente Theresa May nel 2016 o Boris Johnson nel 2019).

### Sistema giudiziario
La prerogativa più nota che interessa il sistema giudiziario è la prerogativa della misericordia, che ha due elementi: la concessione delle grazie e la concessione delle nolle prosequi. I perdoni possono eliminare i "dolori, pene e punizioni" da una condanna penale, sebbene non rimuovano le condanne stesse. Questo potere è comunemente esercitato su consiglio del Segretario di Stato per il Dipartimento dell'Interno; il monarca non ha alcun coinvolgimento diretto nel suo uso. L'esercizio di tale potere può assumere anche la forma delle commutazioni, una forma di grazia limitata in cui la pena è ridotta, a determinate condizioni. La concessione della grazia non è soggetta a sindacato giurisdizionale, come confermato da Council of Civil Service Unions v Minister for the Civil Service, ma i giudici hanno scelto di censurarne l'applicazione o la mancanza, come in R v Secretary of State for the Home Dipartimento, ex parte Bentley. La concessione di nolle prosequi è fatta dal procuratore generale di Inghilterra e Galles (o l'equivalente in Scozia o Irlanda del Nord) in nome della corona, per fermare i procedimenti legali contro un individuo. Questo non è esaminabile dai tribunali, come confermato da R v Comptroller of Patents, e non conta come un'assoluzione; il convenuto può essere portato dinanzi al giudice per la stessa accusa in un secondo momento.

### Affari Esteri
La prerogativa reale è molto utilizzata nel regno degli affari esteri. È il monarca che riconosce gli stati stranieri (sebbene diversi statuti regolino le immunità di cui godono i loro capi e rappresentanti diplomatici), emette dichiarazioni di guerra e di pace e stipula trattati internazionali. 
Il monarca ha anche il potere di annettere il territorio, come è stato fatto nel 1955 con l'isola di Rockall. Una volta che il territorio è stato annesso, il monarca ha piena discrezionalità sulla misura in cui il governo si farà carico delle responsabilità del precedente governo; ciò è stato confermato in West Rand Central Gold Mining Company contro The King. 
I monarchi hanno anche il potere di alterare l'estensione delle acque territoriali britanniche e cedere il territorio. La loro libertà di fare queste cose nella pratica è dubbia, in quanto potrebbero privare i cittadini britannici della loro nazionalità e dei loro diritti. Quando l'isola di Helgoland fu ceduta alla Germania nel 1890, fu richiesta l'approvazione del Parlamento. 
I monarchi possono anche regolare colonie e territori dipendenti esercitando la prerogativa attraverso gli Ordini in Consiglio. I tribunali hanno combattuto a lungo contro l'uso di questo potere da parte del monarca: in R (Bancoult) contro Segretario di Stato per gli affari esteri e del Commonwealth (n. 2), la Corte d'Appello ha stabilito che l'utilizzo di Orders-in-Council per frustrare le decisioni giudiziarie era un illegittimo abuso di potere, anche se tale sentenza è stata successivamente ribaltata.
Una sentenza pronunciata dalla Corte d'Appello nel 1988 (ex parte Everett), e riaffermata in una sentenza dell'Alta Corte emessa nel luglio 2016, ha confermato che la concessione o il ritiro di passaporti britannici è sempre stato un esercizio della prerogativa reale, e continua ad essere esercitabile a discrezione del Segretario di Stato.
Secondo la Common law, i cittadini hanno il diritto di uscire ed entrare liberamente nel Regno Unito. Nella causa R v Foreign Secretary, ex parte Everett, i tribunali hanno ritenuto che fosse loro diritto controllare la concessione di passaporti ai cittadini britannici e la loro negazione. L'atto di ne exeat regno viene utilizzato anche per impedire a una persona di lasciare il paese. 
Il diritto di concludere trattati è un potere prerogativo controverso: secondo la definizione di Blackstone, un potere prerogativo deve essere unico per il monarca ed in questo caso, invece, il Parlamento concorre quanto meno nel procedimento ordinario di adattamento.

### Altre prerogative
I monarchi hanno anche il potere di esercitare la loro prerogativa sulla concessione di onorificenze, sulla regolamentazione delle forze armate e sulle nomine ecclesiastiche. Sebbene la concessione della maggior parte delle onorificenze sia normalmente decisa dall'esecutivo, il monarca è ancora la persona che tecnicamente le assegna. Eccezioni a questa regola sono l'appartenenza all'Ordine della Giarrettiera, all'Ordine del Cardo, all'Ordine al merito, al Royal Victorian Order e alla Royal Victorian Chain, che il monarca ha la completa discrezione di concedere. In relazione alle forze armate, il monarca è il comandante in capo e i membri sono regolati dalla prerogativa reale. La maggior parte degli statuti non si applica alle forze armate, sebbene alcune aree, come la disciplina militare, siano disciplinate da atti del Parlamento. Ai sensi del Crown Proceedings Act 1947, il monarca è l'unica autorità per le forze armate e, in quanto tale, la loro organizzazione, disposizione e controllo non possono essere contestati dai tribunali. Questo esercizio del potere prerogativo conferisce alla Corona l'autorità di reclutare membri delle forze armate, nominare ufficiali incaricati e stabilire accordi con i governi stranieri per posizionare truppe nel loro territorio. La prerogativa conferisce al monarca il potere di nominare vescovi e arcivescovi nella Chiesa d'Inghilterra e di regolare la stampa e la licenza della versione autorizzata della Bibbia della Chiesa d'Inghilterra. Il monarca esercita anche un certo potere di influenza sulle sue conversazioni settimanali e chiuse con il Primo Ministro del Regno Unito.
R v Secretary of State for the Home Department, ex parte Northumbria Police Authority, ha riconosciuto che la prerogativa include anche il potere di "prendere tutte le misure ragionevoli per preservare la pace della Regina ", e in Burmah Oil Co. v Lord Advocate, la House of Lords riteneva che si estendesse a "fare tutte quelle cose in caso di emergenza che sono necessarie per lo svolgimento della [seconda guerra mondiale]".

## Utilizzo
Oggi il monarca esercita la prerogativa quasi esclusivamente in linea con i consigli del governo. Leyland osserva che:
L'attuale Regina... è tenuta molto strettamente in contatto con l'esercizio del potere governativo per mezzo di un'udienza settimanale con il primo ministro durante la quale è pienamente informata sugli affari del governo... [Ma] dovrebbe essere sottolineato che il primo ministro non ha alcun obbligo di tener conto delle opinioni reali.
In parole povere, la prerogativa è usata dal Primo Ministro e dal Gabinetto per governare il regno in nome della Corona; sebbene il monarca abbia il "diritto di essere consultato, il diritto di incoraggiare e il diritto di avvertire", un'azione in quel ruolo non comporta alcun esercizio di discrezione.
Oggi alcune prerogative sono esercitate direttamente dai ministri senza l'approvazione del Parlamento, tra cui i poteri di dichiarazione di guerra e di pace, il rilascio di passaporti e la concessione di onorificenze. I poteri prerogativi sono esercitati nominalmente dal monarca, ma su consiglio del primo ministro (che il monarca si incontra settimanalmente) e del gabinetto. Alcune funzioni chiave del governo britannico sono ancora eseguite in virtù della prerogativa reale, ma generalmente l'uso della prerogativa è diminuito man mano che le funzioni vengono progressivamente poste su base statutaria.

### Limitazioni
Diverse decisioni influenti della Camera dei Lord hanno determinato la portata limitata per l'uso dei poteri prerogativa. Nel 1915 fu presentato un appello alla Camera dei Lord, Re Petition of Right (" Shoreham Aerodrome Case"), ma durante l'appello il caso fu risolto e l'appello ritirato quando la Corona accettò di pagare un risarcimento. L'appello proveniva da una decisione unanime della Corte d'Appello che la Corona, sia in base ai regolamenti statutari della Difesa del Regno sia per la prerogativa reale, aveva il diritto di prendere e occupare, per scopi militari in tempo di guerra, un aeroporto commerciale a sud costa. Il governo ha sostenuto che questa azione era per difendersi da un'invasione; i tribunali hanno ritenuto che per esercitare la prerogativa, il governo deve dimostrare che esiste una minaccia di invasione. Lo confermava La Zamora (1916), dove il Privy Council, su appello della Corte dei Premi, riteneva generalmente che per esercitare un potere non concesso dalla legge (come un potere prerogativo) il governo doveva provare al tribunale che il l'esercizio è giustificato. La decisione successiva è arrivata in Attorney General v De Keyser's Royal Hotel Ltd (1920), dove la Camera dei Lord ha confermato che una disposizione statutaria in un'area in cui sono in uso i poteri di prerogativa "riduce la Royal Prerogative mentre è in vigore in questa misura - che la Corona può fare la cosa solo in base e in conformità con le disposizioni statutarie, e che la sua prerogativa di fare quella cosa è in sospeso".
Questo principio di superiorità statutaria è stato esteso nella causa Laker Airway Ltd/Department of Trade, relativa alla revoca della licenza di operatore aereo commerciale (dicembre 1976), in cui è stato confermato che i poteri di prerogativa non possono essere utilizzati per contraddire una disposizione legislativa, e che in situazioni alle quali il potere e lo statuto si applicavano entrambi, il potere poteva essere utilizzato solo per favorire lo scopo dello statuto. Un'altra proroga è arrivata con R v Segretario di Stato per il Dipartimento dell'Interno, ex parte Sindacato Vigili del Fuoco, dove la Corte d'Appello ha ritenuto che anche se uno statuto non fosse ancora entrato in vigore, la prerogativa non poteva essere utilizzata per "confliggere con la volontà del Parlamento " (in tal caso, a sua discrezione, scegliere una data di inizio per ritardare, forse indefinitamente, l'introduzione di un regime di compensazione legale).
Mentre la prerogativa reale è dispiegata dal governo del Regno Unito quando stipula (e disfa) i trattati, la Corte Suprema ha ritenuto nella causa R (Miller) contro Segretario di Stato per l'uscita dall'Unione europea che il governo non poteva utilizzare la prerogativa per notificare la cessazione dell'attività l'adesione del Regno Unito all'UE (ai sensi dell'articolo 50 del trattato sull'Unione europea). Invece l'autorità legislativa attraverso una legge del Parlamento era richiesta dal governo. Il ragionamento della Corte nell'udienza iniziale era che tale avviso avrebbe inevitabilmente influito sui diritti previsti dal diritto interno (molti diritti dell'UE hanno effetto diretto nel Regno Unito). Partendo dal presupposto – poi dimostratosi falso – che l'attivazione dell'articolo 50 comporterebbe inevitabilmente la Brexit, utilizzare in tal modo la prerogativa vanificherebbe quindi l'intenzione del Parlamento di conferire tali diritti. Questo ragionamento è stato mantenuto nella successiva udienza della Corte Suprema, anche se quella sentenza ha dedicato maggiore attenzione al fatto che il Parlamento aveva votato il Regno Unito nell'allora CEE per statuto nel 1972, che in base al principio dell'Hotel De Keyser (1920) ha sostituito il normale potere prerogativo di stipulare trattati. A seguito di questa decisione, il Parlamento ha deciso di fornire l'autorizzazione legale al governo a notificare un avviso ai sensi dell'articolo 50. Ciò è stato debitamente concesso nella legge dell'Unione europea (notifica di recesso) 2017 e Theresa May ha esercitato il potere il 29 marzo 2017.

### Revisione giudiziaria
Prima che la moderna procedura di controllo giurisdizionale sostituisse l'istanza di diritto come rimedio per contestare la validità di un potere prerogativo, i tribunali erano tradizionalmente disposti solo a dichiarare se i poteri esistessero o meno, non se fossero stati usati in modo appropriato. Hanno quindi applicato solo il primo dei test di Wednesbury: se l'uso fosse illegale. Studiosi costituzionali come William Blackstone considerano questo appropriato:
Nell'esercizio dunque di quelle prerogative, che la legge gli ha conferito, il Re è irresistibile e assoluto, secondo le forme della costituzione. E tuttavia, se la conseguenza di tale sforzo è manifestamente a danno o disonore del regno, il Parlamento chiamerà i suoi consiglieri a un giusto e severo conto.
Negli anni '60 e '70 questo atteggiamento stava cambiando, con Lord Denning che affermava nel caso Laker Airway che "visto che la prerogativa è un potere discrezionale da esercitare per il bene pubblico, ne consegue che il suo esercizio può essere esaminato dai tribunali così come ogni altro potere discrezionale spettante all'esecutivo». Il caso più autorevole in materia è quello Council of Civil Service Unions v Minister for the Civil Service, generalmente noto come il caso GCHQ. La Camera dei Lord ha confermato che l'applicazione del controllo giurisdizionale dipenderà dalla natura dei poteri del governo, non dalla loro fonte. I poteri di politica estera e di sicurezza nazionale sono considerati al di fuori dell'ambito del controllo giurisdizionale, mentre la prerogativa di misericordia è considerata al suo interno, come da R v Secretary of State for the Home Department, ex parte Bentley.

## Riforma
L'abolizione della prerogativa reale non è imminente e i recenti movimenti per abolire il ruolo della monarchia e la sua prerogativa reale nel governo non hanno avuto successo. Il Ministero della Giustizia ha intrapreso una "revisione dei poteri esecutivi delle prerogative reali" nell'ottobre 2009. L'ex deputato laburista e ministro del governo Tony Benn ha fatto una campagna senza successo per l'abolizione della prerogativa reale nel Regno Unito negli anni '90, sostenendo che tutti i poteri governativi in vigore esercitato su consiglio del primo ministro e del gabinetto dovrebbe essere soggetto al controllo parlamentare e richiedere l'approvazione del parlamento. I governi successivi hanno sostenuto che tale è l'ampiezza degli argomenti coperti dalla prerogativa reale che richiedere l'approvazione parlamentare in ogni caso in cui la prerogativa è attualmente utilizzata avrebbe sovraccaricato il tempo parlamentare e rallentato l'emanazione della legislazione.